# 佐洛廷卡
51°20′4″N 31°12′30″E / 51.33444°N 31.20833°E

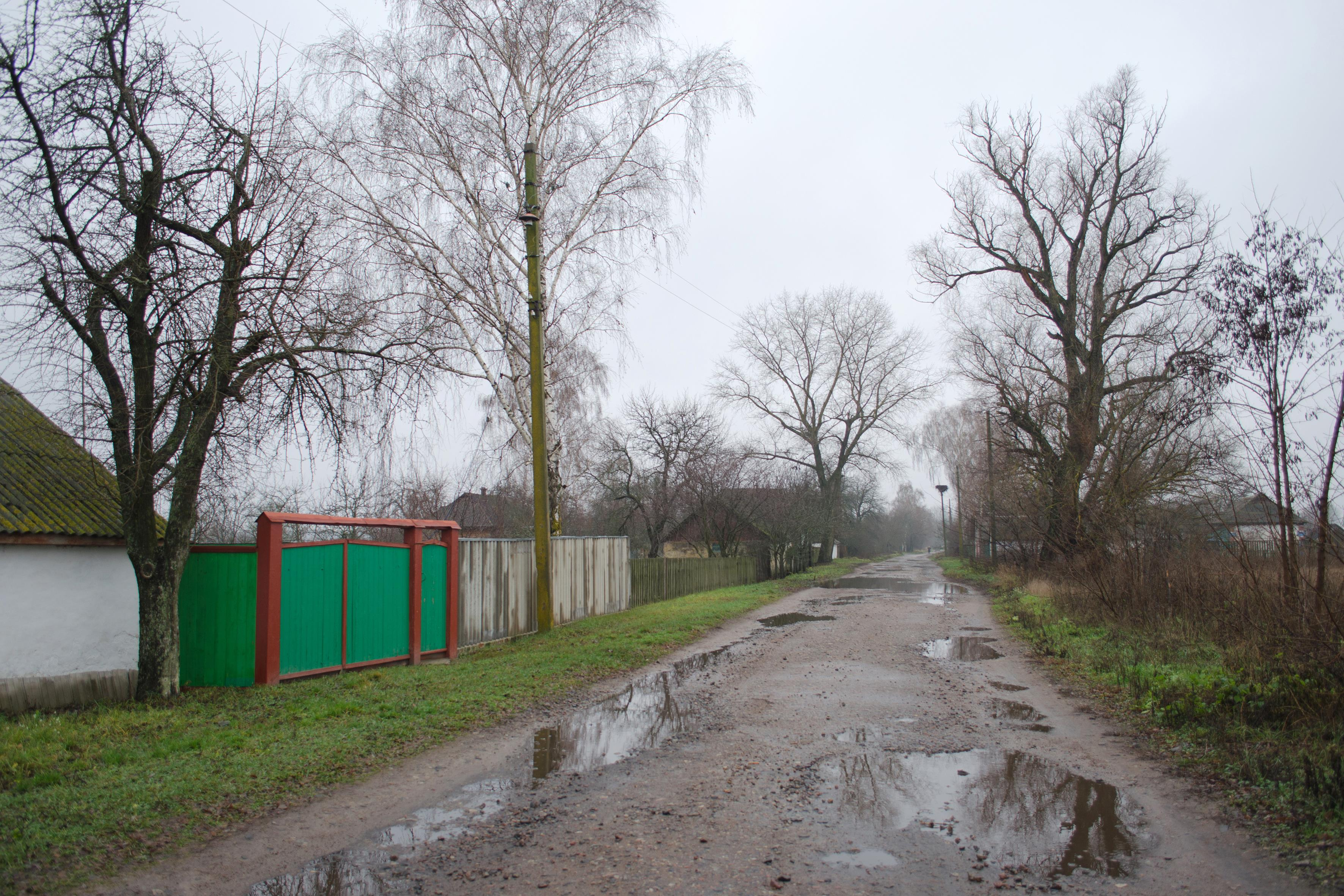

佐洛廷卡（烏克蘭語：Золотинка），是烏克蘭北部切爾尼希夫州切爾尼希夫區伊萬尼夫卡市鎮的村落。始建於1624年，面積0.63平方公里，海拔高度106米，2001年人口184，人口密度每平方公里293人。